# Bruce Magruder

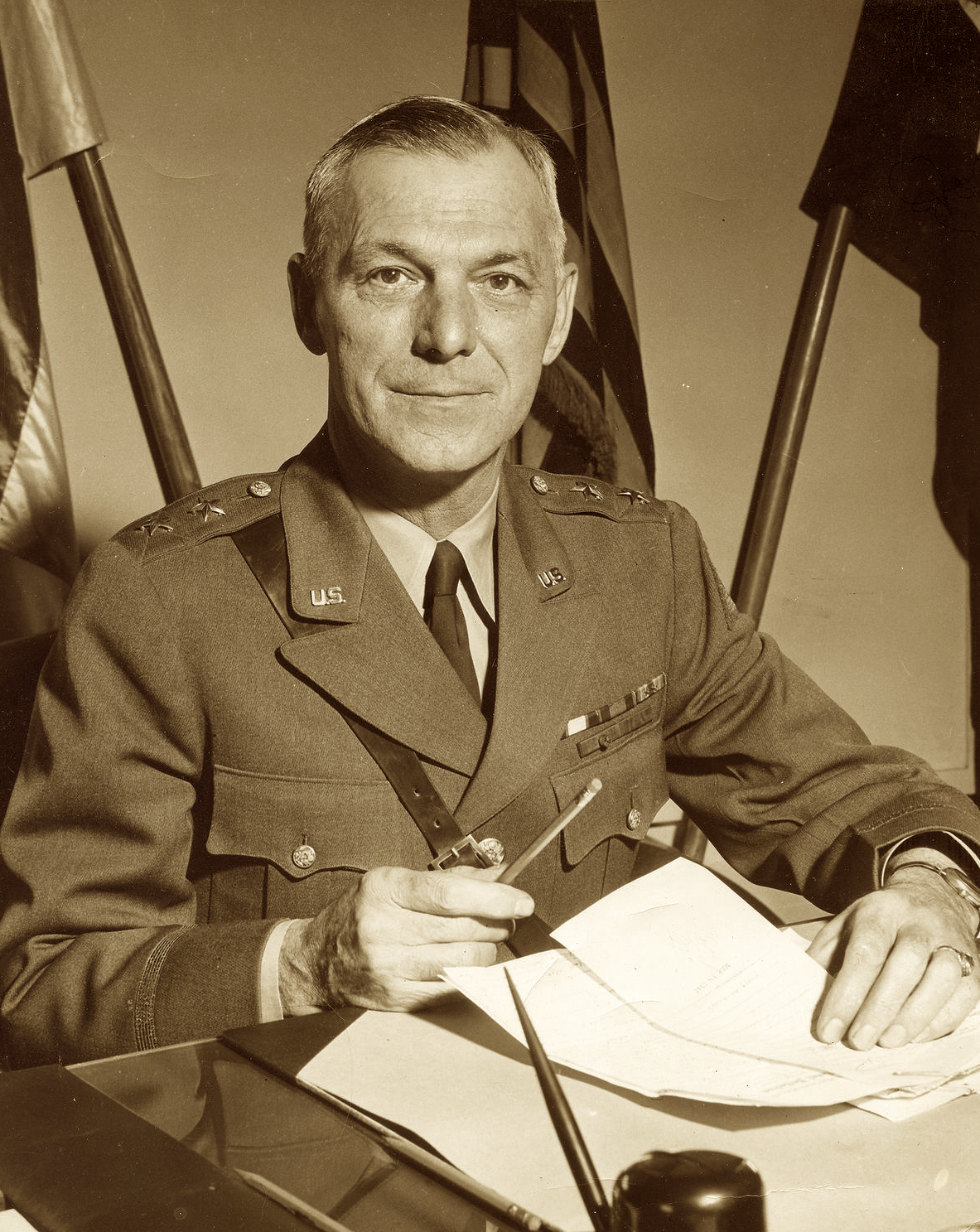
Bruce Magruder

Bruce Magruder (* 3. Dezember 1882 in Washington, D.C.; † 23. Juli 1953 in Orlando, Orange County, Florida) war ein Generalmajor der United States Army. Er war unter anderem Kommandeur der 1. Panzerdivision.
Bruce Magruder war ein Sohn von George Corbin Washington Magruder (1855–1936) und dessen Frau Eleanor Ann Helen Marshall (1852–1906). Er besuchte die öffentlichen Schulen seiner Heimatstadt Washington. Dort gehörte er auch dem CVJM an. Später trat er der District of Columbia National Guard und dann im Jahr 1904 als einfacher Soldat dem US-Heer bei, wo er drei Jahre später einen Offizierskurs bestand und als Leutnant der Infanterie in das Offizierskorps aufgenommen wurde. In der Armee durchlief er anschließend alle Offiziersränge vom Leutnant bis zum Zwei-Sterne-General.
In seinen jüngeren Jahren absolvierte er den für Offiziere in den niederen Rangstufen üblichen Dienst in verschiedenen Einheiten und Standorten. Dazu gehörten auch Aufgaben als Stabsoffizier in verschiedenen Hauptquartieren. In seinen ersten Jahren war er unter anderem bis 1910 auf den Philippinen stationiert, wo er an der Niederschlagung der Moro Rebellion beteiligt war. In den folgenden Jahren war er in verschiedenen Funktionen in den Vereinigten Staaten und nochmals auf den Philippinen tätig. Anschließend nahm er an der  Mexikanischen Expedition teil.
Während des Ersten Weltkriegs war Magruder Stabsoffizier in der Abteilung G2 (Nachrichtendienste) im Hauptquartier der American Expeditionary Forces. Für kurze Zeit gehörte er auch dem Stab des I. Korps an. In den 1920er und 1930er Jahren setzte Magruder seine Offizierslaufbahn in den Vereinigten Staaten fort. Er war in den Jahren 1919 und 1920 Stabsoffizier im Kriegsministerium. Im weiteren Verlauf der 1920er Jahre absolvierte er den Infantry Officer Advanced Course und das Command and General Staff College. Nach dem erfolgreichen Abschluss gehörte er für einige Zeit dem Lehrkörper des Colleges an. Danach war er bis 1936 an verschiedenen anderen militärischen Schulen als Dozent tätig.
In den Jahren 1936 und 1937 kommandierte Bruce Magruder das 66. Panzerregiment. Danach gehörte er bis 1940 dem Stab der United States Army Infantry School in Fort Benning an. Am 1. November 1939 erreichte er mit seiner Beförderung zum Brigadegeneral die Generalsränge. Anschließend kommandierte Magruder die Washington Provisional Brigade. Im Juli 1940 wurde er erster Kommandeur der damals neuaufgestellten 1. Panzerdivision. Diese Division wurde in Fort Knox für einen eventuellen Kriegseinsatz ausgebildet. Magruder war verantwortlich für die effektive Aufstellung und Ausbildung der Division, die im Jahr 1941 an umfangreichen Manövern in Louisiana teilnahm. Er behielt dieses Kommando bis zum März 1942, als er es an Orlando Ward übergab. In diese Zeit fiel der amerikanische Eintritt in den Zweiten Weltkrieg. Zum Zeitpunkt des Kommandowechsels war die 1. Panzerdivision noch nicht aktiv am Kriegsgeschehen beteiligt.
Nach dem Ende seiner Zeit als Divisionskommandeur wurde Bruce Magruder zum kommandierenden General des Infantry Replacement Training Centers in Fort Wolters (Camp Wolters) in Texas ernannt. In dieser Funktion war er für die Ausbildung amerikanischer Infanteristen des Heeres für alle Kriegsschauplätze verantwortlich. Magruder behielt diesen Posten bis zum Jahr 1946. Er nahm nicht im Sinne von Fronteinsätzen oder Kommandos aktiv am Zweiten Weltkrieg teil. Nach dem Ende seines Kommandos in Camp Wolters ging er in den Ruhestand.
Bruce Magruder verbrachte seinen Lebensabend zunächst in Biloxi in Mississippi und dann in Winterpark in Florida. Er starb am 23. Juli 1953 in Orlando und wurde auf dem amerikanischen Nationalfriedhof Arlington beigesetzt.

## Orden und Auszeichnungen
Bruce Magruder erhielt im Lauf seiner militärischen Laufbahn unter anderem folgende Auszeichnungen:
- Army Distinguished Service Medal
- Legion of Merit
- Orden der Ehrenlegion
- Kronenorden (Belgien)